# Imed Zaidi
Imed Zaidi (* 20. Dezember 1978) ist ein ehemaliger tunesischer Leichtathlet, der über 3000 Meter Hindernis an den Start ging.

## Sportliche Laufbahn
Imed Zaidi startete bei den 2005 erstmals ausgetragenen Islamic Solidarity Games in Mekka und gewann dort in 8:56,62 min die Bronzemedaille über 3000 m Hindernis hinter dem Algerier Merzak Ould Bouchiba und Moussa Youssef Idris aus dem Sudan. Es blieb seine einzige Teilnahme an internationalen Meisterschaften, ehe er seine aktive sportliche Karriere 2014 im Alter von 36 Jahren beendete.
In den Jahren 2002 und 2004 sowie 2005, 2006 und 2012 wurde Zaidi tunesischer Meister im 3000-Meter-Hindernislauf.